# Xystrota fusaria
Xystrota fusaria là một loài bướm đêm trong họ Geometridae.